# Music (álbum de Madonna)
Music es el octavo álbum de estudio de la cantante estadounidense Madonna, publicado el 19 de septiembre de 2000 por Maverick Records y distribuido por Warner Bros. Luego del éxito de su predecesor, Ray of Light (1998), Madonna tenía planeado embarcarse en una gira. Sin embargo, su compañía discográfica la animó a regresar al estudio y grabar música nueva antes de que continuara con esos planes. Después de filmar la película The Next Best Thing (2000), comenzó a trabajar en su nuevo álbum con productores como Mirwais Ahmadzaï, William Orbit, Guy Sigsworth, Mark «Spike» Stent y Talvin Singh.
En general, Music tiene un estilo de electrónica y dance pop. No obstante, el álbum también incluye elementos de géneros como el rock, country y folk, así como el uso del vocoder en varias canciones. La intérprete lo describió como «funky, una mezcla entre música electrónica y folk futurístico. Muchas guitarras fuertes y versos de humor melancólico». Para la portada, apareció con un atuendo de estilo vaquero country, que se volvió un tema constante en las actividades de promoción del disco.
Tras su publicación, el álbum recibió reseñas positivas de los críticos profesionales, quienes elogiaron la colaboración de Madonna con Mirwais Ahmadzaï, así como su creatividad musical. Sin embargo, las comparaciones con su trabajo anterior, Ray of Light, fueron constantes. El álbum fue nominado a cinco premios Grammy en la ceremonia de 2001, aunque solo ganó un premio. De la misma manera, fue incorporado en diversas listas y encuestas de los críticos contemporáneos, como Los 500 mejores álbumes de todos los tiempos de la revista Rolling Stone. Music debutó en la posición número uno en más de veintitrés países alrededor del mundo y fue el primer álbum de la cantante en alcanzar la máxima posición del Billboard 200 en once años desde Like a Prayer (1989), además de obtener tres discos de platino por la Recording Industry Association of America. También alcanzó el primer puesto en Reino Unido y recibió cinco discos de platino por parte de la British Phonographic Industry. Hasta 2010, las ventas del álbum sobrepasaban las 15 millones de copias en el mundo.
Para promocionar el álbum, se publicaron tres sencillos: «Music», «Don't Tell Me» y «What It Feels Like for a Girl». Todos ellos alcanzaron el top 40 en el Billboard Hot 100, mientras que la canción homónima llegó a lo más alto de la lista. «Impressive Instant» fue lanzada como sencillo promocional y encabezó la lista Dance Club Songs. Junto a Ray of Light, Music se promocionó en el Drowned World Tour, que obtuvo un éxito tanto crítico como comercial, al recaudar cerca de 75 millones USD —la cuarta gira musical más recaudadora de 2001—; además, fue nominada en los premios Pollstar de 2001 a la mayor gira del año y a la producción de escenario más creativa.

## Antecedentes

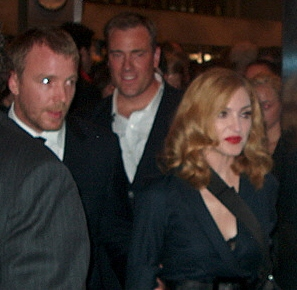
Durante la grabación de Music, Madonna se involucró en una relación con el director de cine británico Guy Ritchie. En la imagen, la cantante y el director en 2005

Después del éxito crítico y comercial de su álbum Ray of Light (1998), Madonna pretendía embarcarse en una nueva gira en septiembre de 1999, pero debido al retraso de su película The Next Best Thing, que comenzó a filmarse en abril de ese año, canceló sus planes. En junio, publicó una canción para la banda sonora de Austin Powers: The Spy Who Shagged Me, llamada «Beautiful Stranger», que alcanzó la posición diecinueve en la lista Billboard Hot 100 y ganó el premio Grammy a la mejor canción escrita para una película, televisión u otro medio visual en la edición de 2000. Además, empezó a considerar la idea de crear música nueva, por lo que abandonó los planes para realizar un álbum de remezclas de las pistas de Ray of Light, un proyecto junto a William Orbit con el título provisional de Veronica Electronica. Luego de filmar y promocionar The Next Best Thing, su compañía discográfica la convenció para que regresara al estudio antes de salir de gira; estas sesiones se convirtieron en el álbum Music. Antes del lanzamiento, Madonna grabó un mensaje para sus admiradores:

Oye Sr. DJ, pon un disco... Hola, soy Madonna. Probablemente han oído hablar de mi nuevo disco, Music, durante un tiempo. Bueno, solo quería asegurarme de que supieran que el sencillo va a lanzarse muy pronto. He trabajado en esto con un chico francés llamado Mirwais, y él es la mierda. El álbum será lanzado en todo el mundo el 19 de septiembre, y espero que les guste mi música.

A nivel personal, Madonna terminó su relación sentimental con Carlos Leon en diciembre de 1998. Al respecto solo afirmó: «Estamos mejor como amigos». Más tarde comentó: «Me volví increíblemente cínica respecto al amor por un largo tiempo, y luego mi fama también aumentó y tuve una relación de amor-odio con ella, sintiéndome atrapada y enfadada por esto. Fui recorriendo toda la gama de emociones, y creo que creativamente estaba por todas partes». Madonna se involucró en una relación con Guy Ritchie, a quien conoció en 1999 a través de su amigo Sting y de su esposa, Trudie Styler. La cantante quedó embarazada y tuvo un hijo llamado Rocco Ritchie, el 11 de agosto de 2000, un mes antes del lanzamiento del álbum. Incluso filmó el vídeo musical de «Music» con cuatro meses de embarazo.

## Desarrollo y grabación
Music contó con la producción de Mirwais Ahmadzaï, William Orbit, Guy Sigsworth, Mark «Spike» Stent y Talvin Singh. Desde un año antes, Madonna había planeado realizar otra colaboración con Orbit, quien fue responsable de la producción y composición de su exitoso álbum Ray of Light. Sin embargo, luego de un par de sesiones trabajando juntos, Madonna se percató de que necesitaba un sonido diferente para su nuevo proyecto, de modo que comenzó a buscar otros productores con quien trabajar. Finalmente, solo algunas de las pistas compuestas por Orbit se incluyeron en el álbum, entre ellas «Runaway Lover» y «Amazing». Al respecto, Orbit mencionó: «Estoy muy impresionado por lo que Madonna ha hecho [en su álbum], y aún más por el que haya elegido otros colaboradores... y ha hecho una buena elección».

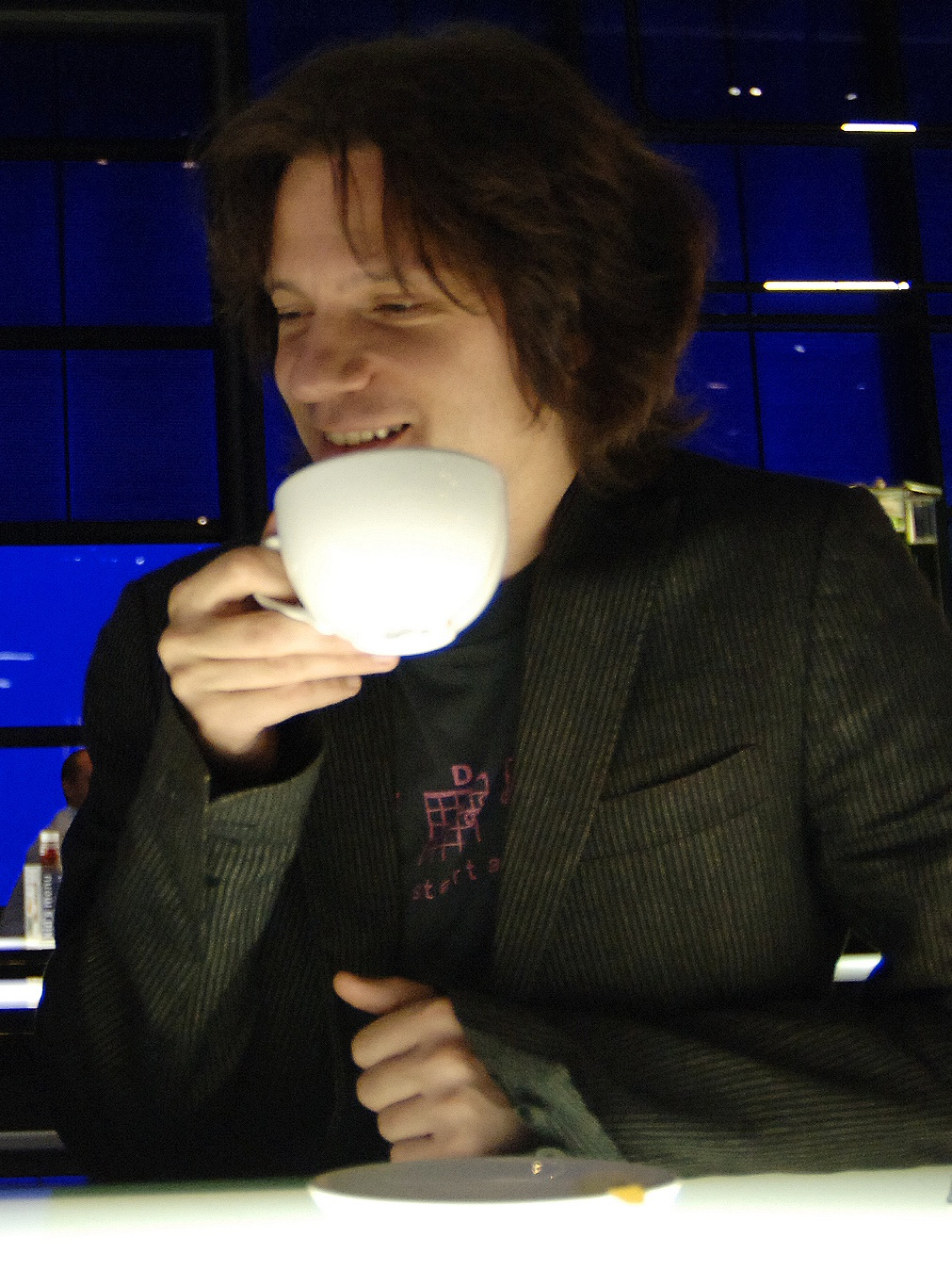
Guy Sigsworth fue uno de los productores de Music

Guy Oseary, socio y representante de Madonna, fue quien presentó a Ahmadzaï con la cantante. «Guy Oseary, mi compañero de Maverick [Records], recibió una maqueta de un artista francés llamado Mirawis», dijo Madonna en una entrevista con CNN, «me lo presentó y dijo, "¿qué piensas [de él] como un artista para que firme con Maverick?" [...] Y solo dije "¡Dios mío!, esto es lo que quiero". Solo lo vi y dije, "por favor, averigua si quiere trabajar conmigo"». Madonna calificó al productor como un «genio». También comentó acerca de trabajar con Ahmadzaï y los otros productores del disco: «Amo trabajar con raros que nadie conoce, la gente que tiene talento en bruto y que hace música de forma que ningún otro sabe hacerla. Music es el futuro del sonido». En una entrevista en Total Request Live, un programa de MTV, mencionó que Ahmadzaï estuvo inspirado por el funk y el R&B de los años 1970 y que el álbum era «más electrónico que su último disco, pero más vanguardista y un poco más funky». Al hablar sobre la inspiración detrás de Music, Madonna dijo que el álbum era «para unir la frialdad y lejanía de vivir en la era de las máquinas en un mundo de alta tecnología con calidez, compasión y un sentido del humor. [...] Se supone que Music es un reflejo de lo que está pasando en la sociedad, hasta donde yo sé, nos hemos vuelto muy complacientes».
Este fue el primer álbum de Madonna que no fue grabado en su totalidad en Estados Unidos. En su lugar, la mayor parte se grabó en los estudios Sarm West e East Studios en Londres. Madonna comenzó las grabaciones en septiembre de 1999 y finalizó en enero de 2000. Ahmadzaï casi no hablaba inglés, y según la cantante, «los primeros días que estuvimos grabando quería arrancarme el cabello. [...] Parecía que no había manera de comunicarnos. En un principio su representante tenía que venir y traducir todo». En una entrevista con la revista The Face, cuando le preguntaron sobre su humor en el momento de crear el disco, Madonna respondió: «A decir verdad, no sabía en qué humor estaba. Me sentía como un animal, así como, lista para saltar fuera de una jaula. He estado viviendo una existencia doméstica de perfil bajo y extraño ciertas cosas. Como, extraño hacer presentaciones, y bailar, y estar en la carretera, esa clase de energía. Así que parte del disco es sobre eso. Y luego la otra parte es sobre el amor. Así que está el lado frívolo de mi vida y luego está la parte —espero— no frívola de mi vida. Usualmente hago un disco que es uno o es otro, y siento que hice ambos en esta ocasión».
Desde que se confirmó la grabación del video para el primer sencillo, «Music», se especuló que el título del álbum sería el mismo. En una entrevista en abril de 2000, cuando se le preguntó sobre la elección del título, Mirwais dijo: «No lo sé, podría cambiar. Mucha gente ha dicho eso porque una de las pistas se llama Music. Tendrías que preguntarle a Madonna». En junio de 2000, al mismo tiempo que el lanzamiento de su primer sencillo, se confirmó que el nuevo álbum se llamaría simplemente Music y que sería publicado en septiembre de ese año.

## Estructura musical y letras
| La primera vez que grabamos la voz, mis auriculares tuvieron un poco de reverberación, pero no hubo nada de eso cuando me grabaron. Al principio, estaba ligeramente asustada. Sonaba tan tosca. Pero entonces sentí la intimidad de cómo se escuchaba la voz. De hecho, llegué al punto donde insistí en que no hubiera ningún efecto sobre mi voz en ningún lugar del álbum, independientemente del productor. —Madonna sobre la distorsión vocal del vocoder en la canción «Nobody's Perfect». |

Sal Cinquemani de Slant Magazine comentó que el álbum tenía «una dirección más experimental» que sus trabajos anteriores. En la revista The Face, Madonna explicó su inspiración detrás de las canciones y la música de Music: «Este disco, más que cualquier otro, cubre todas las áreas de mi vida. Dejé la fiesta en Ray of Light. Pero apenas había tenido un bebé, así que me sentía completa, tenía un asombro por la vida, y estaba increíblemente pensativa, retrospectiva e intrigada por los aspectos místicos de la vida». «Music», la canción que da título al disco, es la primera pista. Comienza con la voz andrógina de Madonna diciendo: Hey Mr. DJ, put a record on, I want to dance with my baby (en español: «Oye Sr. DJ, pon un disco, quiero bailar con mi bebé»). Por encima de esta letra, su voz manipulada electrónicamente pregunta Do you like to boogie woogie? («¿Te gusta el boogie woogie?»). La frase I wanna dance with my baby puede reforzar una conexión con su audiencia gay. Según Santiago Fouz-Hernández, en su libro Madonna's Drowned Worlds: New Approaches to Her Cultural Transformations, «"Music" es un himno de disco y el ritmo le ordena [a la gente] que se levante y baile». También dijo que es una expresión de gratitud a sus seguidores y es uno de los sencillos más pegadizos de su carrera. «Impressive Instant», es otra pista movida y fuerte marcada por líneas de teclados futuristas y voces oscuras en pasajes robóticos y distorsionados. La cantante afirmó que fue la canción más difícil de componer. En esta canta con un estilo infantil: I like to singy, singy, singy, like a bird on a wingy, wingy, wingy («Me gusta cantar, cantar, cantar, como un pájaro en vuelo, vuelo, vuelo») en medio de un remolino vibrante y festivo de riffs electrónicos de teclados y percusiones dance.
La tercera canción, «Runaway Lover», es una pista rave trance/house, con percusiones de música disco. Es una de las colaboraciones que Madonna realizó con Orbit para el álbum, cuya letra concisa habla sobre un hombre que solo se aprovecha de sus amantes antes de huir. El tema siguiente, «I Deserve It», es una canción acústica enmarcada en un groove derivado del hip hop. Madonna comentó que la pista «tiene la más extraña yuxtaposición de esta canción simple, fulky y esta otra línea de sintetizador ominoso y de alta tecnología». El tema le da peso a las letras introspectivas y profundas, tales como las líneas del estribillo: Many miles, many roads I have traveled, fallen down of the way/Many hearts, many years have unraveled, leading up to today («Muchas millas, muchos caminos he recorrido, cayendo en el camino/muchos corazones, muchos años desentrañados, me traen hasta hoy»). «Amazing», la quinta pista del disco, es una canción más animada de tempo cambiante que abre con una melodía de teclados y cuerdas similar a la de una caja de música. Esta grabación ha sido comparada con «Beautiful Stranger» (1999), y la similitud entre ambas fue una de la razones por la que Madonna luchó con su empresa discográfica para cancelar su lanzamiento como sencillo.

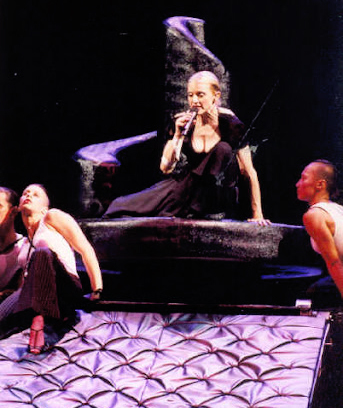
Madonna interpretando «Lo que siente la mujer», versión en español de «What It Feels Like for a Girl», en el Drowned World Tour

El siguiente tema, «Nobody's Perfect», muestra una voz etérea y un teclado soñador. Reconocida por muchos como una de las mejores canciones del disco, según Stephen Thomas Erlewine de Allmusic aquí «los sentimientos son atrapados por los efectos electrónicos». La siguiente pista y segundo sencillo, «Don't Tell Me», fue escrita por Joe Henry, cuñado de Madonna. Él interpretó y publicó la pista, originalmente llamada «Stop», en su álbum Scar (2001). Su esposa Melanie envió una maqueta de la pista a su hermana, quien grabó su propia versión. Está enmarcada por guitarras acústicas suaves y líneas de teclados sutiles. La octava pista y tercer sencillo, «What It Feels Like for a Girl», habla sobre el rol femenino en la sociedad. Tiene una melodía de tempo medio que contiene elementos de música trance y trip hop. Phil Dellio de Village Voice describió el tema como «la canción que responde a The Virgin Suicides».
La siguiente canción, «Paradise (Not For Me)», tiene letras cantadas en francés, y según Fouz-Hernández, la frase I can't remember, when I was young, I can't express if it was wrong («No puedo recordar, cuando era joven, no puedo expresar si fue un error») refleja una paleta artística «que abarca diversos estilos musicales, textuales y visuales en sus letras». Musicalmente, presenta cierta influencia de Édith Piaf. La canción también forma parte del álbum de Mirwais Ahmadzaï, Production. La décima y última pista de Music, «Gone», contrasta las guitarras acústicas con elementos electrónicos. Su voz sentimental da profundidad a letras notables y cautelosas como Turn to stone, lose my faith, and I'll be gone («Convertida en piedra, la fe perdida, me habré ido»). La edición europea y japonesa de Music también incluía como pista adicional «American Pie», una versión dance pop del éxito de Don McLean. Dicha versión es significativamente más corta que la original y contó con la participación del actor británico Rupert Everett en los coros. Finalmente, la edición japonesa contuvo otra pista adicional, «Cyber-raga», una canción compuesta por cantos tradicionales en hindi —similar a «Shanti/Ashtangi» de Ray of Light—, y que contó con la producción de Talvin Singh.

## Lanzamiento y portada

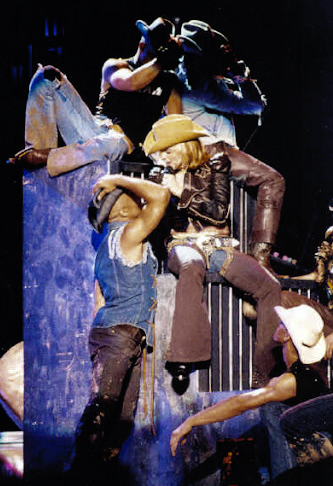
Madonna y sus bailarines interpretando «Don't Tell Me», segundo sencillo del álbum, durante uno de los conciertos del Drowned World Tour

Para la portada de Music, Madonna vistió una camisa color azul, pantalones vaqueros, botas de color rojo y un sombrero vaquero color azul. La cantante aparece en el lado izquierdo de la portada, en una pose rara en la que mira hacia la cámara, mientras al fondo se ve un automóvil y una gasolinera. El tema vaquero fue una constante de todo el diseño: en este sentido, el título del álbum era un logotipo que simulaba una hebilla, donde se aprecia la silueta de un vaquero montando un caballo y un fondo amarillo, mientras que los colores brillantes le dan un contraste profundo respecto a la fotografía. Las sesiones fotográficas fueron dirigidas por Jean Baptiste Mondino, quien ya había trabajado con la cantante en múltiples sesiones fotográficas y en la filmación de varios videos musicales. De acuerdo con Fouz Hernández, la fotografía es «una completa celebración al campo» del oeste de Estados Unidos. También agregó: «Es campesina, notablemente la combinación de la ropa vaquera de Madonna con zapatos caros y tacones altos color rojo brillante. En particular, hay una clara evocación de Judy Garland en la portada». Las tomas se hicieron en Los Ángeles entre el 10 y el 13 de abril de 2000. En una entrevista, Mondino afirmó que él fue quien tuvo la idea de la temática vaquera para el álbum. Al respecto, dijo: «[Madonna] no estaba segura al principio, así que luego le dije que si no le gustaba, no le cobraría. ¡Pero le encantó el resultado final!». La portada y diseño del álbum fueron hechos por Kevin Reagan. En los Grammy de 2001, Music ganó un premio en la categoría de mejor diseño de embalaje.
En marzo de 2000, Madonna publicó su versión de «American Pie» como parte de la banda sonora de la cinta The Next Best Thing. Aunque el sencillo recibió críticas variadas, se convirtió en un éxito en las listas de popularidad europeas. Posteriormente, la versión figuró como una pista adicional de Music, excepto en los Estados Unidos y Canadá. Al respecto, Madonna mencionó: «Fue algo que cierto ejecutivo de la compañía discográfica me obligó a hacer, porque no pertenece al álbum [Music]».

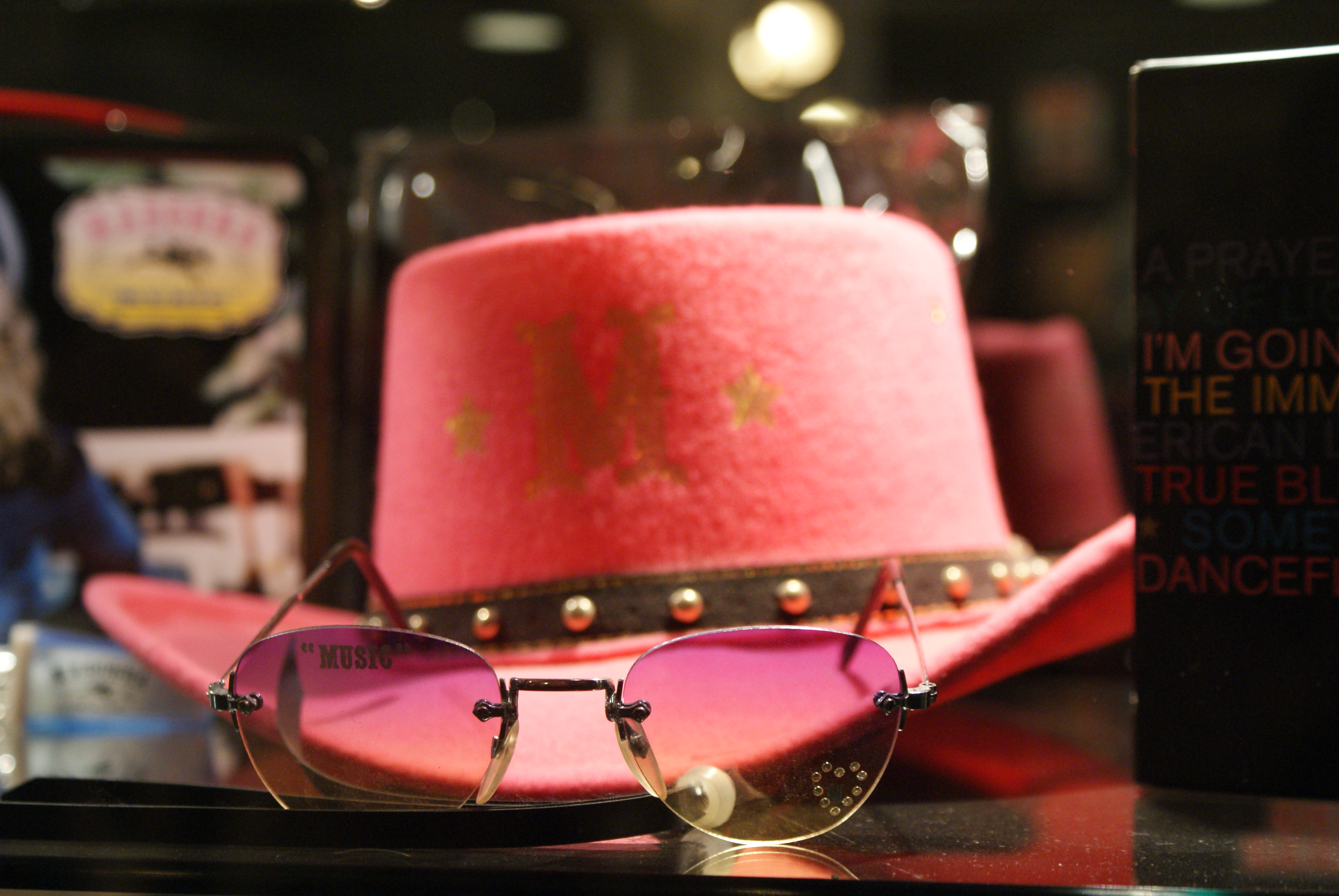
Sombrero vaquero utilizado por Madonna durante las sesiones fotográficas del álbum

Después del estreno del video de «American Pie», Madonna optó por seguir con el estilo vaquero/country durante sus apariciones públicas hechas para la promoción del álbum, lo cual incluyó el uso de pantalones de mezclilla, playeras, camisas y sombreros vaqueros. Incluso en su siguiente gira incluyó un segmento totalmente basado en este aspecto. Por su parte, Fouz Hernández explicó que con esta apariencia Madonna hace una parodia y crítica a la cultura country, la cual simboliza entre otras cosas, la supremacía del hombre blanco, la ambición de los pioneros europeos y el sueño americano. Sin embargo, no se da cuenta de que al mismo tiempo reconoce la importancia que el country tiene en la cultura popular estadounidense, y se une a una larga lista de artistas que han hecho esto con anterioridad. Pese a lo anterior, la imagen vaquera de Madonna se ha convertido en una de sus reinvenciones más reconocidas.
Music salió a la venta el 19 de septiembre de 2000, publicado por Maverick Records y distribuido por Warner Bros. Al mismo tiempo salió al mercado una edición limitada que además contenía un folleto de veinticuatro páginas sobre el álbum, un broche de cobre con el logotipo del álbum y dos calcomanías, todo envuelto en una tela de lino disponible en cuatro colores distintos. La edición japonesa fue publicada el 15 de septiembre de 2000 e incluyó «American Pie» y «Cyber-raga» como pistas adicionales. Por su parte, la versión europea sólo contiene «American Pie» como tema extra. Además, los usuarios que descargaban el álbum mediante la aplicación QuickTime de Apple tenían acceso exclusivo a dos remezclas de «Music». La edición publicada en México contiene como pistas adicionales «Lo que siente la mujer», versión en español de «What It Feels Like For a Girl», y una remezcla de la misma hecha por el grupo Above & Beyond. Finalmente, con motivo del Drowned World Tour, se publicó una edición especial con un CD adicional con remezclas y el video de «What It Feels Like For a Girl».

## Recepción crítica
Tras su publicación, Music obtuvo críticas generalmente favorables. En el sitio web Metacritic, obtuvo una puntuación de ochenta sobre cien basada en dieciséis reseñas profesionales, lo que indica «aclamación universal». Primeramente, Jason Ferguson de MTV aseguró que «Music es un álbum pop mainstream absolutamente increíble». Uno de los aspectos más destacados del álbum por parte de los profesionales fue el trabajo de Mirwais como productor y compositor. Así lo hizo Michael Hubbard de MusicOMH, quien destacó: «Es "Impressive Instant" de Mirwais Ahmadzal y Madge (exactamente eso – puro genio pop) el que roba el espectáculo». De igual forma, Stephen Thomas Erlewine de Allmusic resaltó la estructura en capas de la música, le dio cuatro estrellas de cinco y describió la colaboración de Madonna con Mirwais como la razón por la que el álbum «cobra vida con chispas y estilo». El sitio web Jenesaispop le otorgó una calificación de nueve sobre diez y mencionó: «Las ocurrencias electrónicas de Mirwais impregnan también "Impressive Instant" [...] e incluso momentos acústicos como la bella "I Deserve It" o "Don’t Tell Me"». Dimitri Ehrlich de Vibe definió el disco como «una obra maestra de teclados brillantemente arreglados, percusiones futurísticas y aderezos electrónicos. Con guitarras acústicas de folk y un giro vagamente espiritual en sus letras (como en Ray of Light), es un álbum raro y de sonido fresco».
La revista Mondosonoro publicó: «Music es un trabajo luminoso y eufórico, una vuelta a las pistas de baile donde pop y electrónica se abrazan con una naturalidad digna de imitación». Por otra parte, Robert Christgau le dio una A de calificación y describió las pistas como «buenas, todas maduras». Jim Farber de Entertainment Weekly también lo calificó con una A y escribió: «Su disco con más remiendos desde la época de Sean Penn... Por la forma en que pasa de puntillas por distintos humores y ritmos, Music es frustrantemente inconsistente, como si Madonna no estuviese segura de dónde aventurarse después. A veces se siente como una colección de sonidos —ingeniosos, intrigantes, para ser precisos— que buscan compensar las melodías ordinarias y la entrega estoica de Madonna». En una crítica menos favorable, David Browne de la misma publicación dijo que «no pone fin a la historia de Madonna, pero solo saca unas cuantas tomas más del estante». De igual forma, Andrew Lynch de Entertainment.ie, quien le otorgó tres estrellas de cinco, aseguró que el álbum contiene «música dance brillante y futurística», pero que las letras eran «triviales».
Muchas de las reseñas se encaminaron a comparar su nuevo disco con su trabajo anterior, Ray of Light. Por ejemplo, la revista Rolling Stone afirmó que el álbum era una versión más tosca e improvisada de Ray of Light, pero aplaudió el hecho de que Madonna eligiera hacer un disco más «instintivo» que sus trabajos anteriores. De manera similar, en una reseña retrospectiva, la revista Blender remarcó: «Su primer "álbum para audífonos" […] Es más alegre y menos pomposo que Ray of Light». En una crítica más severa, Regis D'Angiolini, del sitio web CDNow.com, expresó: «Music es un disco más débil que su predecesor, con solo unas cuantas pistas que poseen la fuerza, sensibilidad y hooks pop que hicieron a Ray of Light un éxito». Sin embargo, Slant Magazine destacó ciertas canciones como «Music», pero criticó las colaboraciones de Madonna con William Orbit, con quien había trabajado en Ray of Light, al describirlas como repetitivas y aburridas, pese a ser pegadizas.  Steven E. Flemming, Jr., de Albumism, escribió que «difícilmente será reconocido como un disco pop excepcional entre los oyentes casuales de música. Sin embargo, el octavo álbum de estudio de Madonna es un verdadero tesoro de material infravalorado y cargado de eclecticismo seductor, texturas hipnóticas y grooves gruesos».
Phil Dellio de Village Voice destacó la habilidad de Madonna de ser constante en la calidad de su música a lo largo de los años y dijo que el álbum se podía dividir en tres: «La parte de baile, la parte buena y la parte fúnebre». Spin redactó que el álbum «es un fresco respiro muy necesitado de VapoRub», mientras que Danny Eccleston, de la revista Q, mencionó que era «un álbum valiente, radical y potente (con una duración de 49 minutos refrescantes)» y lo calificó con un cuatro sobre cinco. En una reseña menos positiva,  Reece Shrewsbury, del portal WhatCulture, dijo que Music no era «tan icónico o impresionante» como otros trabajos de Madonna, y que se trataba «definitivamente, de un producto de su tiempo». Por su parte, la revista Mojo comentó que «Music es irregular y sus encantos no son inmediatos, pero Madonna sigue haciendo lo que mejor hace —darle un toque de genio pop al género dudoso de la música dance experimental». Finalmente, NME dijo que Music está «lleno de vocoders, estirado, distorsionado, envuelto y deliberadamente eclipsado por beats tan llamativos que pertenecen a una nueva clase — muy simple, ella casi logra hacerse desaparecer. Ese título tan francamente explícito no es sólo una ironía sin sentido. Este disco es acerca de la música, no de Madonna; sobre el sonido, no sobre la imagen».

## Rendimiento comercial

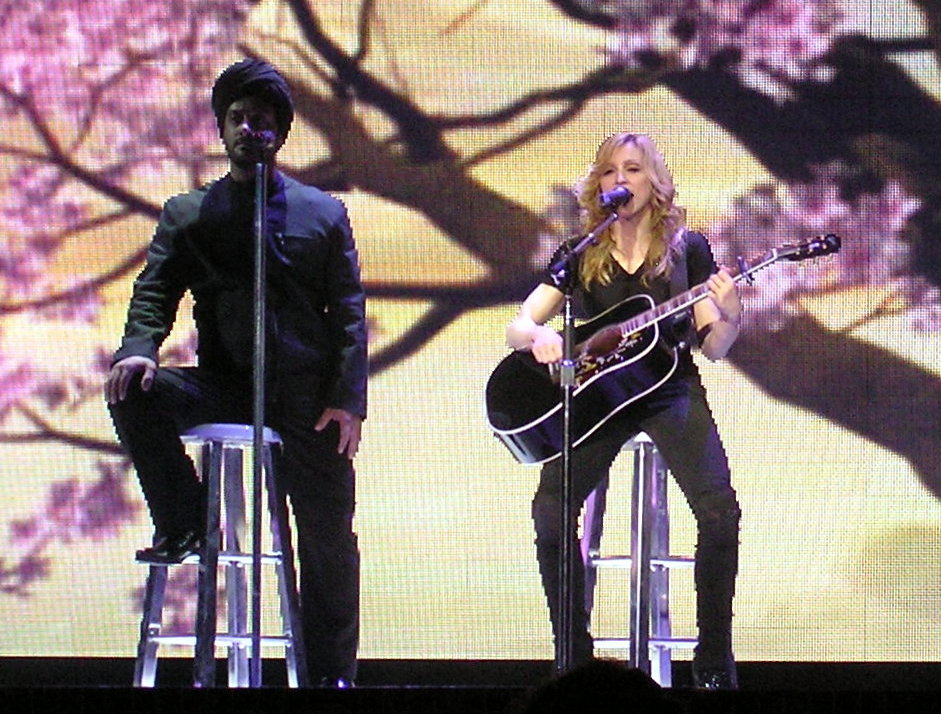
Madonna interpretando «Paradise (Not for Me)», novena canción del álbum, en el Confessions Tour de 2006

Diez días después del lanzamiento del álbum, CNN informó que había vendido más de cuatro millones de copias en todo el mundo. Music alcanzó el número uno en un total de veintitrés países. En los Estados Unidos, debutó en el primer puesto del Billboard 200 con más de 420 000 copias vendidas, por lo que significó el primer álbum de Madonna en llegar a la cima de la lista estadounidense en más de once años, desde el lanzamiento de Like a Prayer (1989). El 21 de noviembre de 2005, la Recording Industry Association of America (RIAA) le entregó tres discos de platino en representación a tres millones de unidades. Según datos de Nielsen SoundScan, Music había vendido 2 934 000 ejemplares en ese país para diciembre de 2016, cifra que no incluye las ventas en clubes de música como BMG Music Clubs, donde para febrero de 2003 se registraron 97 000 copias. En Canadá, el disco también debutó en la cima de la lista oficial y recibió un disco de platino por parte de la Canadian Recording Industry Association (CRIA), tras la distribución de más de 300 000 copias.
En toda Europa, el álbum también gozó de un notable éxito comercial. El 1 de octubre de 2000, Music debutó en lo alto de la lista de Austria y permaneció un total de treinta y siete semanas allí. En las regiones de Flandes y Valonia en Bélgica, ocupó la segunda posición de ambas listas y recibió una certificación de triple disco de platino por parte de la IFPI, al vender más de 90 000 unidades. En la lista de álbumes francesa, elaborada por el Syndicat National de l'Édition Phonographique (SNEP), entró en el número uno y estuvo sesenta y siete semanas en la lista, antes de abandonarla el 29 de junio de 2002. La SNEP le concedió un doble disco de platino por ventas que sobrepasaron las 600 000 unidades en el país. En Reino Unido debutó también en el número uno del ranking de álbumes, y en junio de 2001 la British Phonographic Industry (BPI) lo certificó con cinco discos de platino al superar 1,5 millones de copias vendidas en el país; para enero de 2020, ya había alcanzado la cifra de 1,64 millones. El 28 de septiembre, Music llegó al número uno de la Sverigetopplistan de Suecia, antes de caer en el número cincuenta y dos después de veinticinco semanas dentro del repertorio. De manera similar, en Suiza también llegó al número uno y pasó cuarenta y dos semanas fluctuando dentro de la lista.
En Australia, Music se convirtió en el quinto álbum de Madonna en alcanzar el primer puesto de la lista de ese país. La Australian Recording Industry Association (ARIA) lo certificó con un triple disco de platino por la distribución de 210 000 unidades. En Nueva Zelanda ocupó el segundo lugar el 8 de octubre de 2000, su máxima posición, y permaneció treinta y tres semanas en la lista. Finalmente, llegó al número siete de las listas japonesas elaboradas por Oricon. En total, se convirtió en el noveno álbum más vendido de 2000, con ventas internacionales de más de quince millones de copias.

## Promoción

### Sencillos

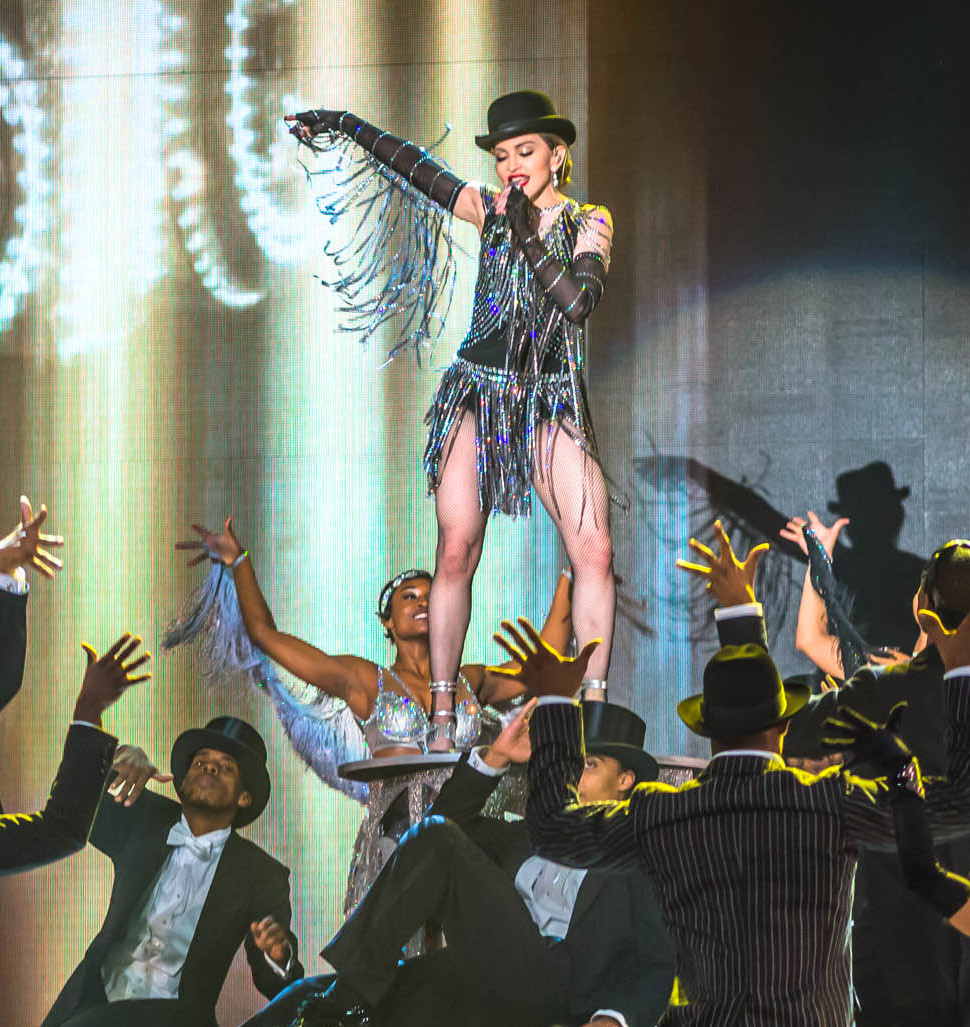
Madonna interpretando «Music», el primer sencillo del álbum, durante el Rebel Heart Tour de 2015-16

«Music» fue publicado como el primer sencillo en agosto de 2000 por Warner Bros. Records. Los críticos contemporáneos le otorgaron opiniones positivas y algunos la compararon con temas anteriores de Madonna como «Into the Groove» (1985) y «Holiday» (1983). Desde el punto de vista comercial, se convirtió en un éxito internacional al alcanzar la primera posición en las listas de veinticinco países. También fue su décimo segundo sencillo en llegar al primer puesto en el conteo Billboard Hot 100 de los Estados Unidos, lo que convirtió a Madonna en la segunda artista en conseguir al menos un número uno en las décadas de 1980, 1990 y 2000. En el Reino Unido, también alcanzó la primera posición de la lista UK Singles Chart. Madonna grabó el video musical cuando tenía cuatro meses de embarazo. En este video aparece el comediante Sacha Baron Cohen como su alter ego Ali G. La canción recibió dos nominaciones en los premios Grammy, en las categorías de canción del año y mejor interpretación femenina vocal de pop.
«Don't Tell Me» salió a la venta como el segundo sencillo del álbum en noviembre de 2000 a través de Warner Bros. Records. Fue escrita por el cuñado de Madonna, Joe Henry, quien incluyó la canción, originalmente titulada «Stop», en su álbum Scar (2001). Su esposa Melanie envió una maqueta de la canción a su hermana, a quien le gustó y decidió grabar su propia versión. La canción recibió reseñas positivas por parte de los críticos contemporáneos. Alcanzó la posición número cuatro en el Billboard Hot 100 y pasó ocho semanas dentro de las diez primeras posiciones. Además, encabezó las listas de Canadá, Italia y Nueva Zelanda y llegó a los diez primeros en otros países europeos. El video musical, dirigido por Jean-Baptiste Mondino, muestra a Madonna sobre una cinta de correr, enfrente de una pantalla que proyecta el paisaje de una carretera, mientras detrás de ella unos vaqueros bailan y juegan con la arena. En 2005, el tema fue incluido en la posición 285 de la lista de Las mejores 500 canciones desde que naciste, elaborada por la revista Blender.
«What It Feels Like for a Girl» fue publicado como el tercer y último sencillo del álbum en abril de 2001, también por Warner Bros. Records y obtuvo también una recepción positiva por parte de los críticos contemporáneos. La canción no logró entrar en las primeras veinte posiciones de las listas estadounidenses, aunque llegó al primer puesto del Dance Club Songs. El video musical, dirigido por Guy Ritchie, muestra a Madonna como una mujer enojada en una serie de crímenes. A medida que transcurre el videoclip, roba dinero, conduce de forma temeraria, daña propiedades privadas y prende fuego a una gasolinera. También contiene tomas de frascos de píldoras y alcohol en un motel, varias licencias de conducir y a Madonna poniéndose una armadura. Al final del video, el automóvil impacta contra un poste a alta velocidad. La prensa criticó el video por ser demasiado violento y gráfico. Al respecto, el portavoz de Madonna dijo que había mucha violencia porque cuenta la historia de una mujer que probablemente había sido maltratada. Madonna también explicó que su personaje estaba actuando una «fantasía y hacía cosas que las mujeres normalmente no tienen permitido hacer». Como consecuencia, la mayor parte de los canales de televisión de Norteamérica y Europa lo censuraron, entre ellos MTV y VH1, y solo se transmitió durante la madrugada.
«Impressive Instant» estuvo disponible como sencillo promocional el 18 de septiembre de 2001 con remezclas hechas por Peter Rauhofer. Entró a la lista Dance Club Songs, donde se mantuvo en la primera posición durante dos semanas. Originalmente Madonna quería lanzar la canción como el cuarto sencillo, pero Warner Bros. prefería «Amazing». Madonna pensaba que el sonido y atractivo de «Amazing» era muy similar al tema «Beautiful Stranger» y prefería «Impressive Instant». Warner Bros. decidió seguir sin la ayuda de Madonna, puesto que se encontraba ocupada con los preparativos de su próxima gira. Sin embargo, la discográfica canceló el lanzamiento y solo un CD promocional de «Amazing» fue lanzado en Europa.

### Apariciones públicas y gira

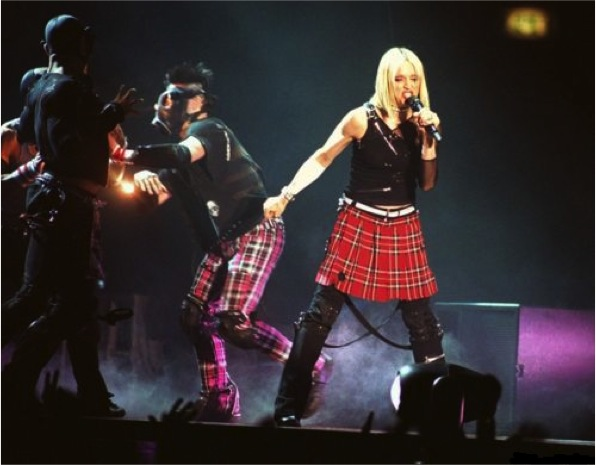
Madonna interpretando «Impressive Instant», sencillo promocional de Music, durante el Drowned World Tour de 2001

El 3 de noviembre del 2000, Madonna se presentó en el programa estadounidense The Late Show with David Letterman para promocionar el álbum; aquí, interpretó una versión acústica de «Don't Tell Me». En los MTV Europe Music Awards 2000, interpretó «Music» vestida con una camiseta en la que se leía «Kylie Minogue». El 21 de febrero de 2001, volvió a cantar el mismo tema en la 43.º entrega de los premios Grammy. Además, realizó dos conciertos especiales: el primero de ellos tuvo lugar el 5 de noviembre de 2000 en el Roseland Ballroom de Nueva York y el otro el 29 del mismo mes en el Brixton Academy de Londres. Los músicos que acompañaron a Madonna fueron el guitarrista Mirwais Ahmadzaï y las coristas Niki Haris y Donna DeLory. Dolce & Gabbana diseñó los trajes para el espectáculo y el decorado. En ambos conciertos, interpretó «Impressive Instant», «Runaway Lover», «Don't Tell Me», «What It Feels Like for a Girl» y «Music». En la presentación de Nueva York, usó una camiseta con el nombre «Britney Spears» escrita en ella. Más de nueve millones de personas en todo el mundo vieron a través de Internet la actuación de Madonna en el Brixton Academy, un récord de audiencia para aquella época. «Holiday» (1983) formó parte del repertorio en la presentación de Londres, donde el cantante Richard Ashcroft y la banda escocesa Texas abrieron el concierto. Su actuación en el Brixton Academy fue el último de los webcasts de algunos conciertos del sitio web MSN.co.uk, que también incluyó el regreso de Paul McCartney al Cavern Club —quien tenía el récord de audiencia anterior, con tres millones de espectadores. El 17 de noviembre, se presentó en el programa británico Top of the Pops donde cantó «Music» y «Don't Tell Me», y una semana después volvió a cantar ambas pistas durante su visita al programa francés Nulle Part Ailleurs.
Para promocionar Ray of Light y Music, Madonna se embarcó en su quinta gira musical titulada Drowned World Tour. Comenzó en junio de 2001 y fue la primera gira de Madonna en ocho años, desde The Girlie Show World Tour (1993). Inicialmente, estaba prevista para antes del 2000, pero durante ese año quedó embarazada de su hijo Rocco Ritchie, lo cual, sumado a la publicación de Music y a su matrimonio con Guy Ritchie, retrasó los preparativos. Cuando Madonna finalmente pudo salir de gira, contó con poco tiempo y tuvo que preparar el espectáculo en solo tres meses. Las audiciones para los bailarines comenzaron alrededor de marzo de 2001. Jamie King fue contratado como director creativo y coreógrafo del concierto. La gira estuvo dividida en cuatro segmentos: punk, geisha, cowboy y latino-gueto, cada uno representando una fase de la carrera de Madonna. Recibió en general críticas positivas y obtuvo un notable éxito comercial al recaudar más de 75 millones USD, por lo que se convirtió en la gira más recaudadora de un solista en 2001. HBO transmitió el concierto en directo desde el Palace of Auburn Hills, en Auburn Hills, Míchigan, el 26 de agosto de 2001. El 13 de noviembre del mismo año, Warner Music Vision publicó en todas las regiones el DVD Drowned World Tour 2001. Al igual que la transmisión original, el lanzamiento recibió buenas críticas.

## Premios y nominaciones
La revista Rolling Stone clasificó a Music en el puesto 452 de la lista los 500 mejores álbumes de todos los tiempos, lo que fue el cuarto álbum de la cantante dentro de dicha lista, el mayor número para una solista. Music también fue incluido en el libro 1001 Albums You Must Hear Before You Die.
| Año  | Ceremonia de premiación          | Categoría                                                 | Resultado |
| ---- | -------------------------------- | --------------------------------------------------------- | --------- |
| 2000 | Fryderyk                         | Mejor álbum extranjero                                    | Nominado  |
| 2001 | Premios Grammy                   | Mejor álbum de pop vocal                                  | Nominado  |
| 2001 | Hong Kong Top Sales Music Awards | Los diez mejores álbumes internacionales del año          | Ganador   |
| 2001 | Fonogram Magyar Zanei Díj        | Álbum pop internacional del año                           | Ganador   |
| 2001 | MTV Europe Music Awards          | Mejor álbum                                               | Nominado  |
| 2001 | NRJ Music Awards                 | Álbum internacional del año                               | Ganador   |
| 2000 | Premios Amigo                    | Mejor álbum internacional                                 | Nominado  |
| 2001 | TEC Awards                       | Logro excepcional creativo - récord de producción / álbum | Nominado  |

## Lista de canciones
| N.º   | Título                          | Escritor(es)                          | Productor(es)                          | Duración |  |
| 1.    | «Music»                         | Madonna, Mirwais Ahmadzaï             | Madonna, Ahmadzaï                      | 3:45     |  |
| 2.    | «Impressive Instant»            | Madonna, Ahmadzaï                     | Madonna, Ahmadzaï                      | 3:37     |  |
| 3.    | «Runaway Lover»                 | Madonna, William Orbit                | Madonna, Orbit                         | 4:47     |  |
| 4.    | «I Deserve It»                  | Madonna, Ahmadzaï                     | Madonna, Ahmadzaï                      | 4:23     |  |
| 5.    | «Amazing»                       | Madonna, Orbit                        | Madonna, Orbit                         | 3:43     |  |
| 6.    | «Nobody's Perfect»              | Madonna, Ahmadzaï                     | Madonna, Ahmadzaï                      | 4:58     |  |
| 7.    | «Don't Tell Me»                 | Madonna, Ahmadzaï, Joe Henry          | Madonna, Ahmadzaï                      | 4:40     |  |
| 8.    | «What It Feels Like for a Girl» | Madonna, Guy Sigsworth, David Torn    | Madonna, Sigsworth, Mark «Spike» Stent | 4:43     |  |
| 9.    | «Paradise (Not for Me)»         | Madonna, Ahmadzaï                     | Madonna, Ahmadzaï                      | 6:33     |  |
| 10.   | «Gone»                          | Madonna, Damian Le Gassick, Nik Young | Madonna, Orbit, Stent                  | 3:29     |  |
| 44:38 |                                 |                                       |                                        |          |  |

| Pista adicional internacional |                |              |                |          |  |
| N.º                           | Título         | Escritor(es) | Productor(es)  | Duración |  |
| 11.                           | «American Pie» | Don McLean   | Madonna, Orbit | 4:36     |  |
| 49:14                         |                |              |                |          |  |

| Pista adicional de las ediciones japonesas y australianas |              |                                                      |                |          |  |
| N.º                                                       | Título       | Escritor(es)                                         | Productor(es)  | Duración |  |
| 12.                                                       | «Cyber-Raga» | Texto tradicional, adaptación: Madonna, Talvin Singh | Madonna, Singh | 5:35     |  |
| 54:49                                                     |              |                                                      |                |          |  |

| Pistas adicionales de la edición mexicana |                                                                   |                                                                   |                           |          |  |
| N.º                                       | Título                                                            | Escritor(es)                                                      | Productor(es)             | Duración |  |
| 11.                                       | «Lo que siente la mujer» (What It Feels Like for a Girl)          | Madonna, Sigsworth, Torn. Traducción al español: Alberto Ferraras | Madonna, Sigsworth, Stent | 4:44     |  |
| 12.                                       | «What It Feels Like for a Girl» (Edición de Radio Above & Beyond) | Madonna, Sigsworth, Torn                                          | Above & Beyond            | 3:43     |  |
| 53:43                                     |                                                                   |                                                                   |                           |          |  |

| CD adicional de la edición especial de la gira de 2001 |                                                               |                                                                   |                                       |          |  |
| N.º                                                    | Título                                                        | Escritor(es)                                                      | Productor(es) o remezclador(es)       | Duración |  |
| 1.                                                     | «Music» (Deep Dish Dot Com Remix)                             | Madonna, Mirwais Ahmadzaï                                         | Dubfire y Sharam para Deep Dish       | 11:22    |  |
| 2.                                                     | «Music» (HQ2 Club Mix)                                        | Madonna, Ahmadzaï                                                 | Hex Hector, Mac Quayle                | 8:51     |  |
| 3.                                                     | «Don't Tell Me» (Timo Maas Mix)                               | Madonna, Ahmadzaï, Joe Henry                                      | Timo Maas, Martin Buttrich            | 6:55     |  |
| 4.                                                     | «Don't Tell Me» (Tracy Young Club Mix)                        | Madonna, Ahmadzaï, Henry                                          | Tracy Young, coproductor: Chris Crane | 11:00    |  |
| 5.                                                     | «What It Feels Like for a Girl» (Paul Oakenfold Perfecto Mix) | Madonna, Guy Sigsworth, David Torn                                | Paul Oakenfold, Andy Gray             | 7:20     |  |
| 6.                                                     | «Lo que siente la mujer»                                      | Madonna, Sigsworth, Torn. Traducción al español: Alberto Ferraras | Madonna, Sigsworth, Stent             | 4:44     |  |
| 7.                                                     | «What It Feels Like for a Girl» (vídeo musical)               | Madonna, Sigsworth, Torn                                          | Above & Beyond                        | 4:36     |  |
| 54:48                                                  |                                                               |                                                                   |                                       |          |  |

## Créditos, grabación y personal
| - Voz y guitarras: Madonna - Baterías: Steve Sidelnyk. - Guitarras, teclados, programación y producción: Guy Sigsworth. - Teclados, guitarras, programación y coros: William Orbit. - Producción, teclados, guitarras y programación: Mirwais Ahmadzaï. - Ingeniería: Mark Endert, Sean Spuehler, Brad Munn y Geoff Foster. - Ingeniería de Pro Tools: Jake Davies. - Ingeniería de cuerdas: Geoff Foster. - Asistentes de ingenieros: Tom Hannen, Tim Lambert, Dan Milazzo, Aaron Prattley, Chris Ribando, Iain Robertson y Dan Vickers. - Administración: Caresse Henry. - Fotografía: Jean-Baptiste Mondino. - Dirección de arte: Kevin Reagan for M80. - Diseño: Kevin Reagan y Matthew Lindauer. | - Mezclado en Olympic Studios, Londres: Mark «Spike» Stent. - Masterizado en Metropolis Studios, Londres: Tim Young. - Programación de Pro Tools: Sean Spuehler. - Grabado en Sarm East y Sarm West, Londres; Guerilla Beach, Los Ángeles; The Hit Factory, Nueva York. - Grabación de cuerdas en Air Lindhurst Studios, Reino Unido. |

Créditos adaptados de las notas de Music.

## Posicionamiento en listas
| Lista                               | Posición |
| ----------------------------------- | -------- |
| Alemania (GfK Entertainment Charts) | 1        |
| Australia (ARIA Albums Chart)       | 2        |
| Austria (Ö3 Austria)                | 1        |
| Bélgica - Flandes (Ultratop 50)     | 2        |
| Bélgica - Valonia (Ultratop 40)     | 2        |
| Canadá (Canadian Albums Chart)      | 1        |
| Dinamarca (Tracklisten)             | 4        |
| España (PROMUSICAE)                 | 2        |
| Estados Unidos (Billboard 200)      | 1        |
| Finlandia (Suomen virallinen lista) | 1        |
| Francia (SNEP)                      | 1        |
| Grecia (IFPI Grecia)                | 1        |
| Irlanda (Irish Albums Chart)        | 1        |
| Italia (FIMI)                       | 1        |
| Japón (Oricon)                      | 7        |
| Noruega (VG-lista)                  | 1        |
| Nueva Zelanda (RMNZ)                | 2        |
| Países Bajos (Mega Album Top 100)   | 1        |
| Polonia (Polish Music Charts)       | 1        |
| Reino Unido (UK Albums Chart)       | 1        |
| Suecia (Sverigetopplistan)          | 1        |
| Suiza (Schweizer Hitparade)         | 1        |
| Taiwán (IFPI)                       | 1        |

| Lista                          | Posición |
| ------------------------------ | -------- |
| Reino Unido (UK Albums Chart)  | 52       |
| Estados Unidos (Billboard 200) | 159      |

| Lista (2000)                        | Posición |
| ----------------------------------- | -------- |
| Alemania (Media Control Charts)     | 7        |
| Australia (ARIA Albums Chart)       | 23       |
| Austria (Ö3 Austria Top 40)         | 16       |
| Bélgica - Flandes (Ultratop 50)     | 22       |
| Bélgica - Valonia (Ultratop 40)     | 20       |
| Dinamarca (Tracklisten)             | 9        |
| Estados Unidos (Billboard 200)      | 64       |
| Finlandia (Suomen virallinen lista) | 55       |
| Francia (SNEP)                      | 13       |
| Italia (FIMI)                       | 8        |
| Países Bajos (Mega Album Top 100)   | 18       |
| Reino Unido (UK Albums Chart)       | 11       |
| Suecia (Sverigetopplistan)          | 12       |
| Suiza (Schweizer Hitparade)         | 8        |

| Lista (2001)                      | Posición |
| --------------------------------- | -------- |
| Australia (ARIA Albums Chart)     | 23       |
| Austria (Ö3 Austria Top 40)       | 32       |
| Bélgica - Flandes (Ultratop 50)   | 36       |
| Bélgica - Valonia (Ultratop 40)   | 34       |
| Dinamarca (Tracklisten)           | 53       |
| Estados Unidos (Billboard 200)    | 49       |
| Francia (SNEP)                    | 37       |
| Países Bajos (Mega Album Top 100) | 43       |
| Reino Unido (UK Albums Chart)     | 41       |
| Suiza (Schweizer Hitparade)       | 20       |

## Certificaciones
| País           | Certificación |
| -------------- | ------------- |
| Alemania       | 2× Platino    |
| Argentina      | Platino       |
| Australia      | 3× Platino    |
| Austria        | Platino       |
| Bélgica        | 3× Platino    |
| Brasil         | Oro           |
| Canadá         | 3× Platino    |
| Dinamarca      | 2× Platino    |
| España         | 2× Platino    |
| Estados Unidos | 3× Platino    |

| País          | Certificación |
| ------------- | ------------- |
| Europa        | 5× Platino    |
| Finlandia     | Oro           |
| Francia       | 2× Platino    |
| Hungría       | Oro           |
| México        | Oro           |
| Nueva Zelanda | 2× Platino    |
| Países Bajos  | 2× Platino    |
| Polonia       | Platino       |
| Reino Unido   | 5× Platino    |
| Suiza         | 2× Platino    |

## Historial de lanzamientos
| Región                | Fecha                    | Formato                     | Discográfica |
| --------------------- | ------------------------ | --------------------------- | ------------ |
| Japón                 | 15 de septiembre de 2000 | Disco compacto, casete y LP | Warner Bros. |
| Europa                | 18 de septiembre de 2000 | Disco compacto, casete y LP | Warner Bros. |
| Mundo                 | 19 de septiembre de 2000 | Disco compacto, casete y LP | Warner Bros. |
| Internacional         | 19 de septiembre de 2000 | Edición limitada            | Warner Bros. |
| Internacional         | 20 de septiembre de 2000 | Descarga digital            | Warner Bros. |
| Norteamérica y Europa | 9 de junio de 2001       | Edición de 2 CD             | Warner Bros. |